# Ferchenbach (Partnach)
Der Ferchenbach ist der Ausfluss des Ferchensees, der wiederum von einigen kleinen Bächen gespeist wird.
Der Ferchenbach fließt zunächst zwischen Kranzberg und Wettersteinwand nach Nordwesten und biegt dann auf der Höhe von Elmau ab
und fließt südlich des Wambergsattels nach Westen.
Er mündet in die Partnach ca. 250 m vor deren Eintritt in die Partnachklamm.
In den Ferchenbach münden mehrere Bergbäche, darunter der Drüsselgraben (von rechts) und der Elmauer Bach (von links).

## Weitere Fotos

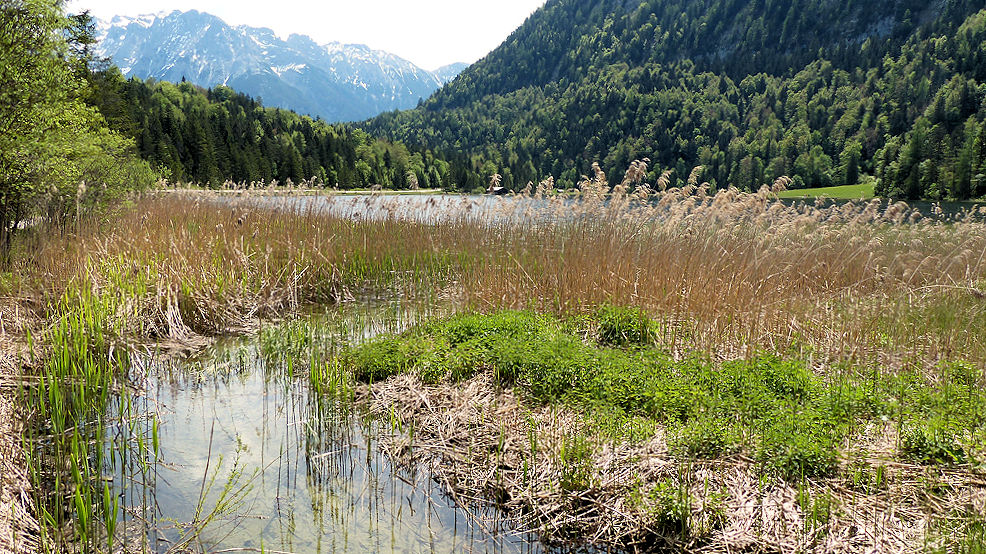
Ausfluss des Ferchenbachs aus dem Ferchensee.
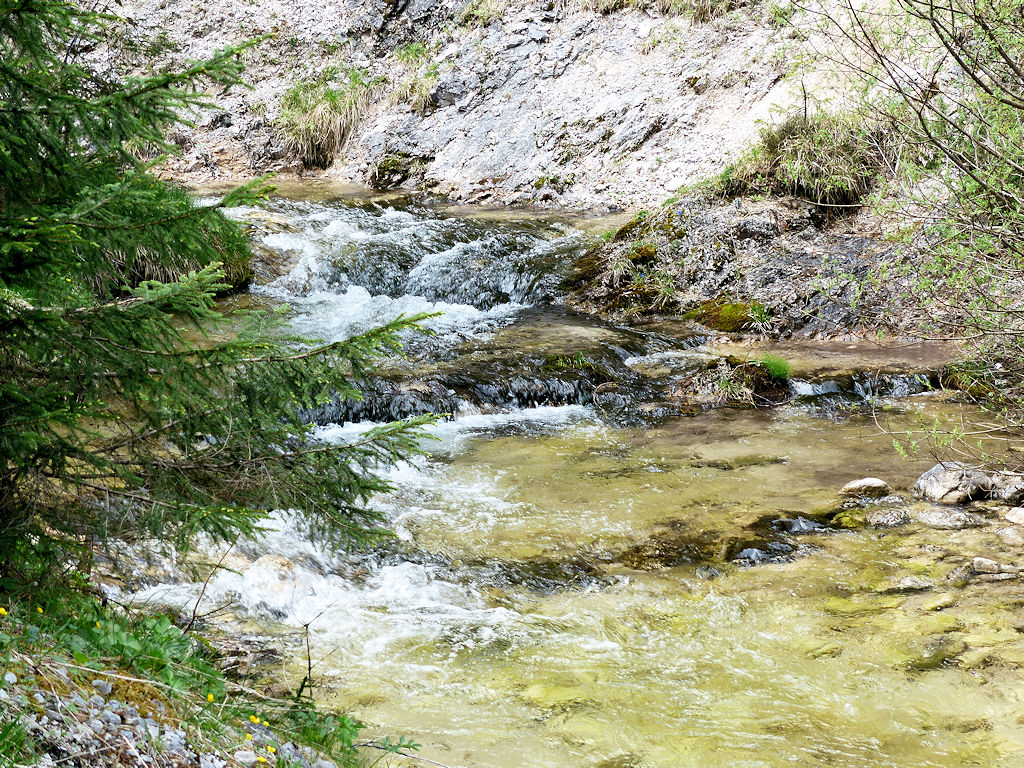
Ferchenbach zwischen Ferchensee und Elmau.
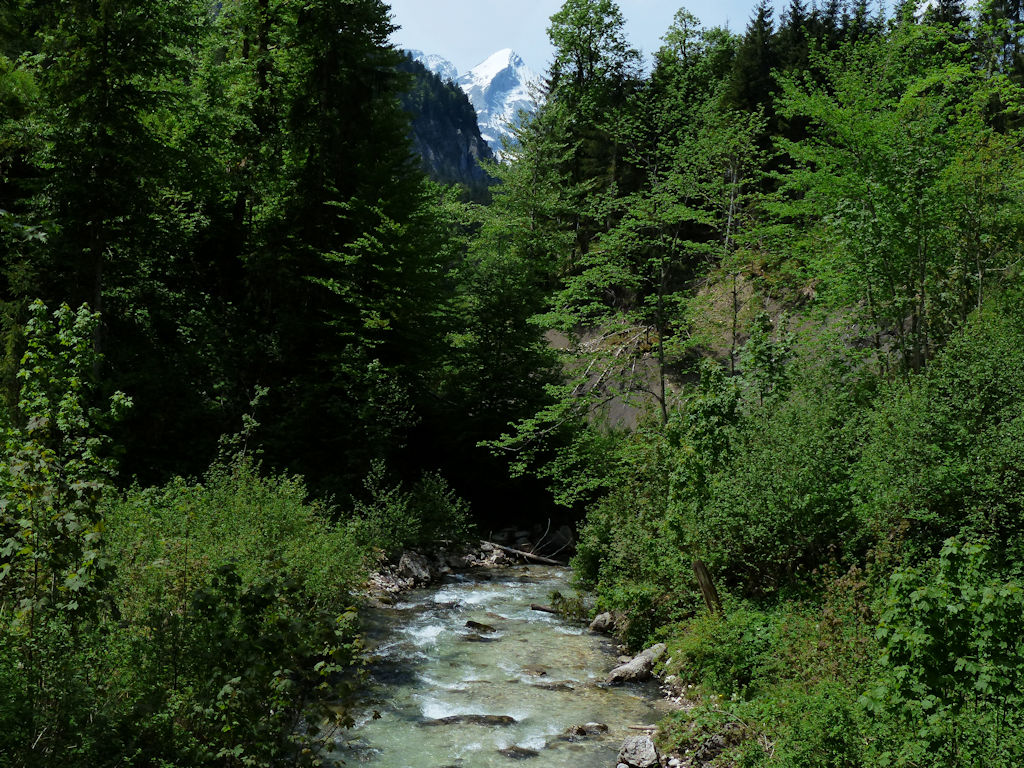
Ferchenbach westlich von Elmau.
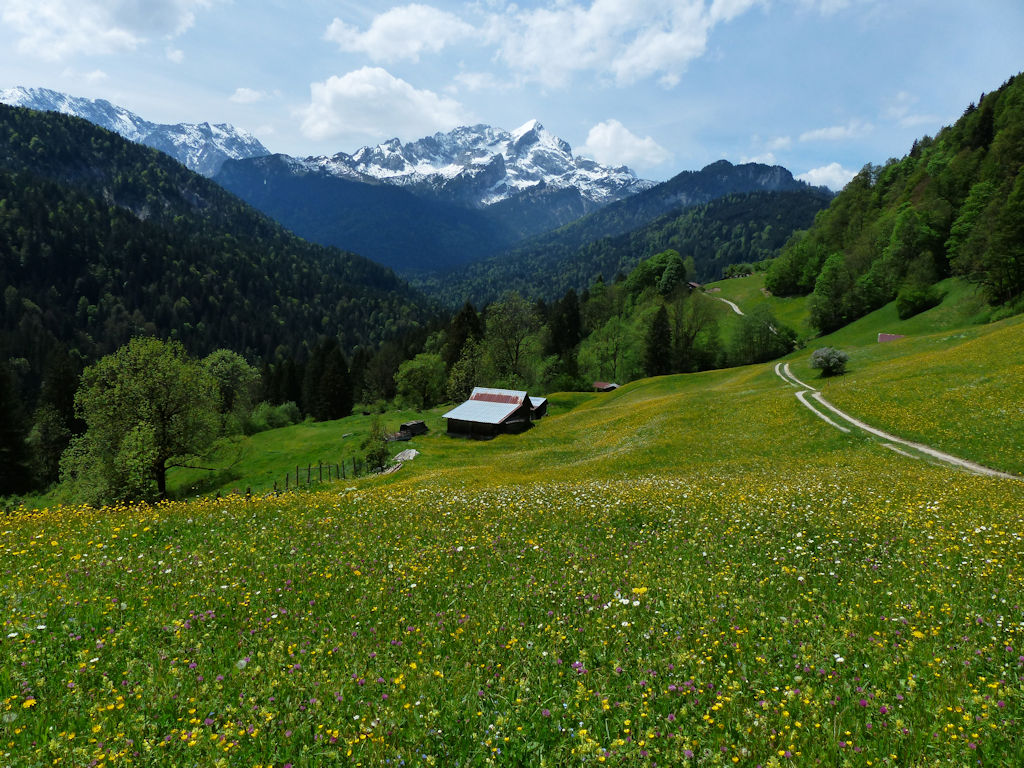
Ausgang des Ferchenbachtals bei Hintergraseck. Im Hintergrund die Alpspitze.
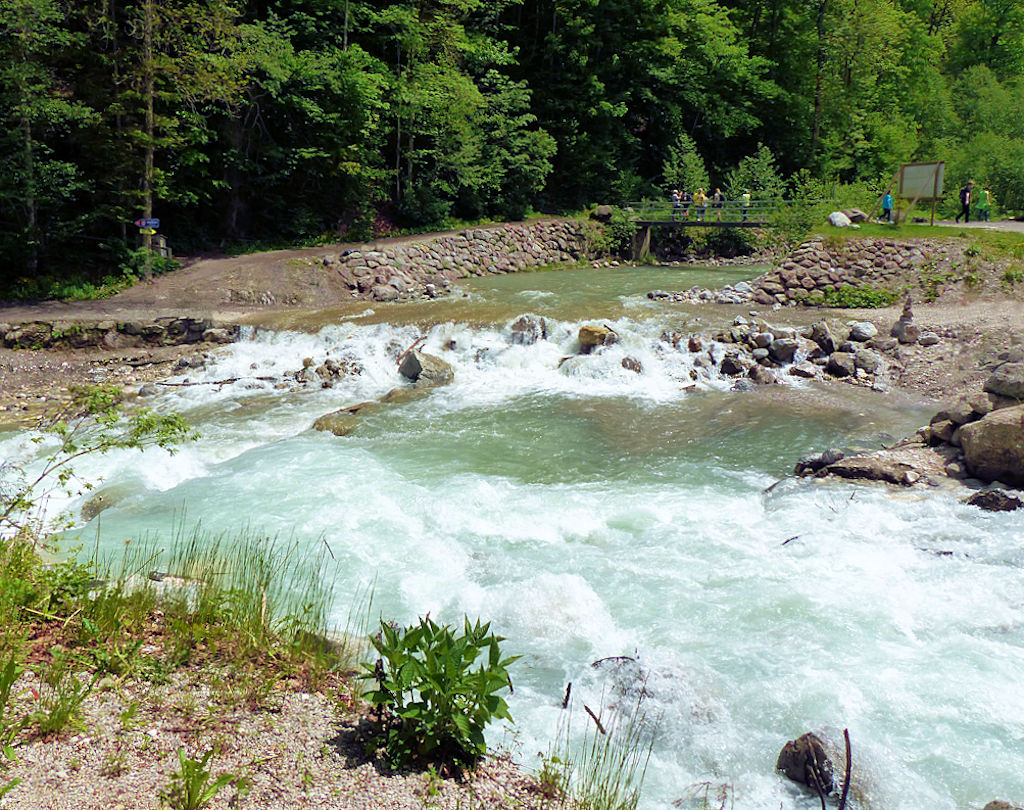
Mündung des Ferchenbachs in die Partnach (von rechts).